# Paco Clos
Francisco Javier Clos Orozco, noto semplicemente come Paco Clos (Matarò, 8 agosto 1960), è un allenatore di calcio ed ex calciatore spagnolo, di ruolo attaccante.

## Carriera

### Calciatore

#### Club
Ha disputato 7 stagioni in Primera División, di cui 6 con il Barcellona (in cui si è formato calcisticamente), giocando prevalentemente come riserva, e una con il Real Murcia (restandovi anche per 2 stagioni in Segunda División dopo la retrocessione dalla Primera División del club murciano nel 1989).

#### Nazionale
Nel 1985 ha collezionato una presenza con la Nazionale di calcio della Spagna Under-21 e 3 presenze con la Nazionale di calcio della Spagna. In particolare, il 27 febbraio 1985 ha segnato l'unico suo gol con la maglia della Nazionale spagnola nell'incontro delle qualificazioni al Mondiale 1986 contro la Scozia.

### Allenatore
Dopo essersi ritirato nel 1994 come calciatore, ha intrapreso la carriera di allenatore, principalmente guidando squadre minori catalane.

## Palmarès
- Campionato spagnolo: 1

Barcellona: 1984-1985
- Coppa di Spagna: 2

Barcellona: 1982-1983, 1987-1988
- Supercoppa di Spagna: 1

Barcellona: 1983
- Copa de la Liga: 1

Barcellona: 1986